# Балковий міст

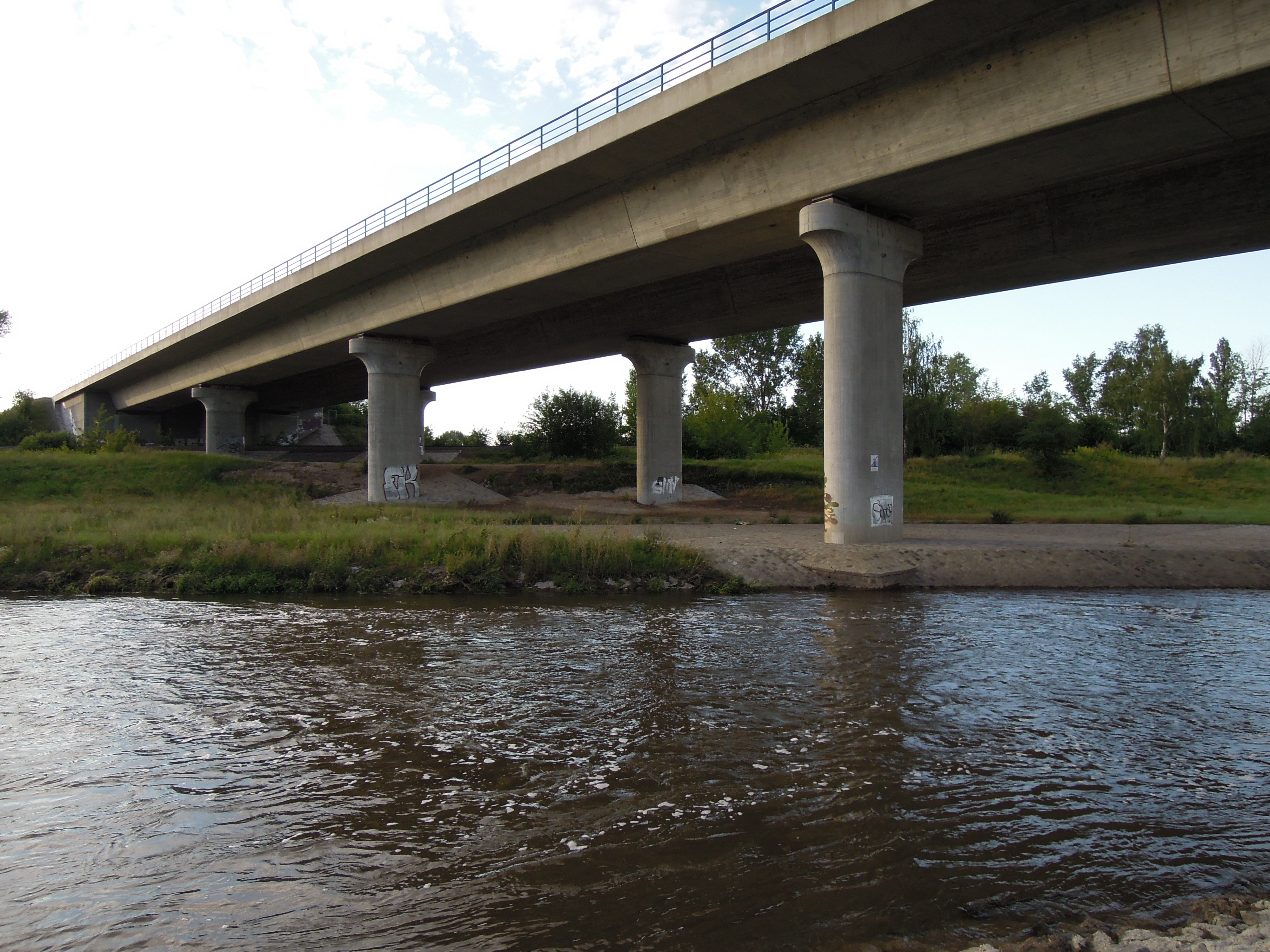
Залізобетонний балковий міст з балками суцільного профілю

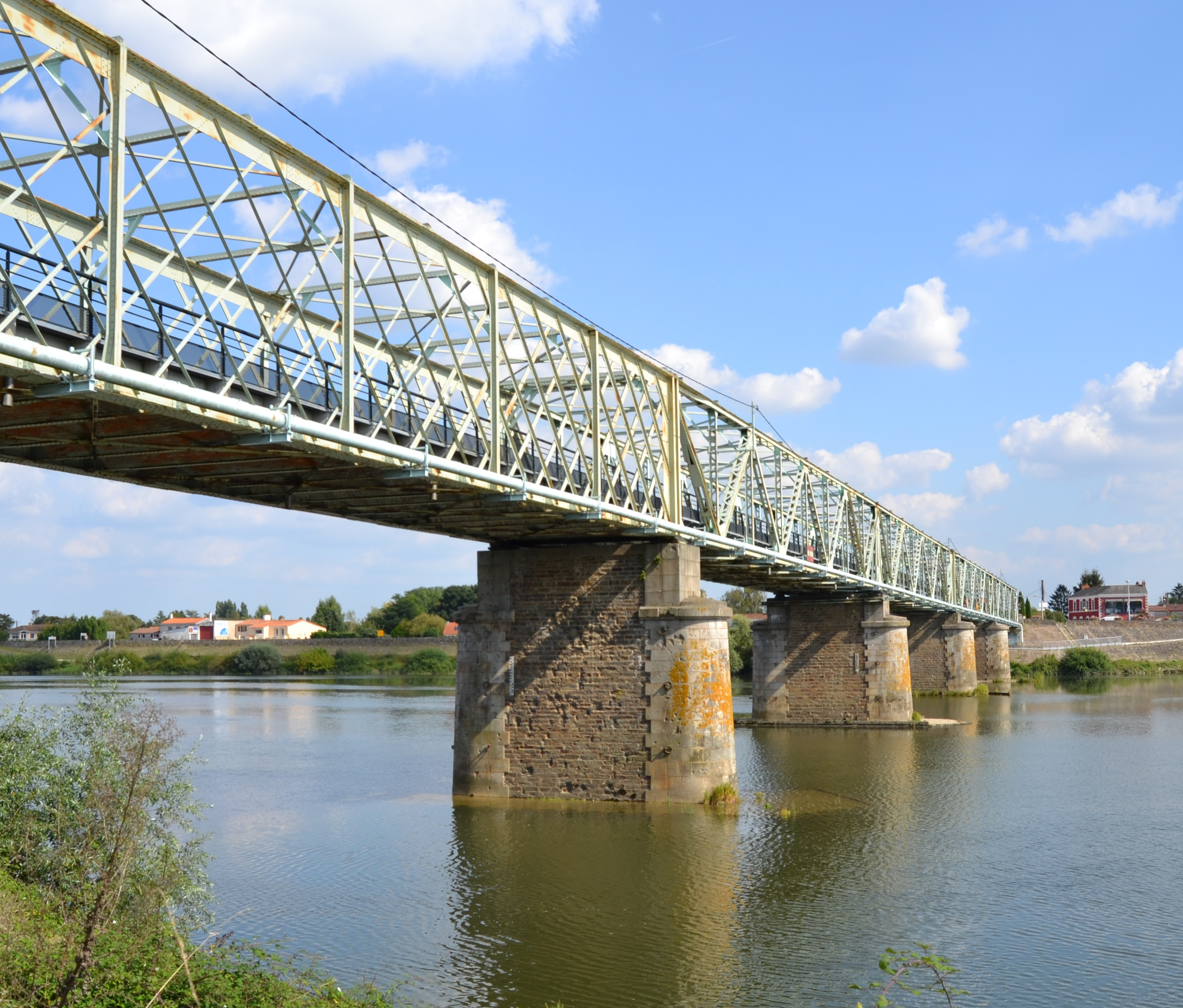
Міст з балковими фермами

Ба́лковий міст (англ. beam bridge) — міст, основними конструкціями прогонових будов якого є суцільні балки або балкові ферми. Призначені для перекриття невеликих прогонів. Прогонові будови — балки, що перекривають відстань між опорами. Основна відмінність балкової системи полягає в тому, що з прогонових будов на опори передаються лише вертикальні навантаження, а горизонтальні — відсутні.

## Класифікація
Розрізняють балкові мости з розрізними й нерозрізними балковими а також консольними прогоновими будовами зі сталі, залізобетону або дерева.
Розрізна система складається з ряду балок, причому одна балка перекриває один прогін. Система статично визначувана і може застосовуватися за будь-яких типів ґрунтів. Недоліки: велика кількість деформаційних швів та обов'язкова наявність двох опорних частин на кожній проміжній опорі.
Нерозрізна система — одна балка прогонової будови перекриває декілька прогонів або відразу усі. Отже, прогонова будова нерозрізної системи розраховується як багатоопорна статично невизначувана балка з використанням методу сил (рівняння трьох моментів), методу переміщень чи інших методів розрахунку статично невизначуваних систем, що застосовуються у будівельній механіці. Нерозрізна система добра тим, що вона має меншу, ніж у розрізній, кількість деформаційних швів та меншу будівельну висоту. Недолік такої системи — чутливість до деформації основи.
Консольна система — складається з двох типів балок. Одні балки спираються на дві опори і мають консольні звиси. Інші балки називаються підвісними, оскільки спираються на сусідні балки. З'єднання балок здійснюється за допомогою шарнірів. Перевагою консольної системи є її статична визначеність, а отже, легкість розрахунку і нечутливість до ґрунтів. До недоліків системи можна віднести велику кількість і складність деформаційних швів шарнірного типу, а також порушення комфортності проїзду в зоні шарнірів.
На мостах з балками суцільного профілю рух транспорту зазвичай здійснюється по верху, на мостах з балковими фермами — здебільшого по низу.
Найбільші прогони мають балкові мости: Квебекський, консольний, з прогоном 549 м з ферм (1917, Канада), Ріо-Нітерой через затоку Гуанабара із прогоном у 300 м із суцільних балок (1974, Бразилія). Найдовший балковий міст — міст-дамба через озеро Пончартрейн залізобетонний балковий міст (1969, США) завдовжки 38,4 км.